# 髙橋蘭
髙橋 蘭（たかはし らん、1994年12月12日 - ）は、日本の元女優、元歌手、元タレント。大分県出身。愛称は「らんちゅん」。クィーンズアベニューα（Queen's Ave.α）所属。
2013年にヤングチャンピオンが主催するグラビアアイドルオーディション『ミスヤングチャンピオン』のファイナリストとなり、『ヤンチャン学園』のメンバーとして2014年8月まで活動した。
2014年に『ザ・マーガリンズ』（のち『劇団マーガリンズ』）の結成オーディションに合格し、第一期メンバーとして活動した。
2016年11月に芸能界を引退。

## 略歴

### 2011年
- 2月、地元大分県で女性アイドルグループ『CHIMO』のメンバーとして活動開始。所属事務所が発行する中高生向け情報誌『CHIME』に、定期的にモデルとして出演。[4][5][6][7]
- 8月、BLACK CHIMOこと『BLAZE』のメンバーとして活動開始。[8]

### 2012年
- 1月、所属事務所よりデジタル写真集『ちゅんたろ日和』発売（ショートヘア編／ロングヘア編）。[9][10]その他、オリジナルの写真集を定期的に発売。[11][12][13][14]
- 5月、ツイキャス生放送『TERU-RADIO〜テル☆ラジ〜』内の新番組として『らんちゅん祭り』の配信にレギュラーとして参加（7月まで全6回放送）。[15][16][17][18][19][20][21][22][23]
- 7月30日、クィーンズアベニューαに所属することが決定。[24][25]
- 8月11日、日本テレビが開催する『汐留グラビア甲子園2013』にエントリー。[26][27]本選では1部のトップバッターで登場した。[28][29][30][31]

### 2013年
- 4月23日、ヤングチャンピオンが主催する『ミスヤングチャンピオン2013』にエントリー。
- 4月30日、FILMANGA出版の電子書籍『PEACH 第1話ピーチ』発売。[32][33]
- 7月2日、同上『PEACH 第2話Dr.スカーレット』発売。[34][35]
- 7月9日、『ミスヤングチャンピオン2013』ファイナリスト16名に選出され、ヤンチャン学園のメンバーとして活動開始。[2][36]
- 9月28日、アクトレースにエントリーし、グリーン・バッカーズのメンバーとなる。12月8日の最終節を終え、結果は総合2位。[37]
- 11月16日 ヤンチャン学園 音楽部として、お披露目イベントが秋葉原・AKIBAカルチャーズ劇場で行われた。[38]

### 2014年
- 1月29日、舞台『LOVEどきゅ〜ん15(ichigo)』に「る〜みん」役で出演。[39]
- 5月27日、ヤンチャン学園 音楽部の1stシングルCD『コイハナビ』がJuliaHouseより発売。オリコンチャート最高順位は、デイリー2位(5/26付)、ウイークリー22位（6/9付）、インディーズウイークリー1位（6/9付）。[40]
- 6月20日、『真夜中のおバカ騒ぎ!』番組出演チャレンジシート争奪バトルにエントリー。[41][42][43]
- 8月2日、女性アイドルイベント『TOKYO IDOL FESTIVAL 2014』にヤンチャン学園 音楽部として出場。[44][45][46]
- 8月24日、『バラエティイベントハコニワ〜番外編〜』に出演。[47]
- 8月31日、ヤンチャン学園を卒業。
- 9月17日、舞台『私立ルドビコ女学院vol.2「片恋スパイラル」』に「江頭真凛」役で出演。[48][49]
- 9月24日、大久保佳代子がGMを務める音楽ユニット『ザ・マーガリンズ』（のち『劇団マーガリンズ』）のメンバーに選出されたことを発表（グループ内でのニックネームは当初「かぼす」であったが、10月22日にリニューアルされたザ・マーガリンズ公式サイトで「いい子」に変更された）。[50][51][52][53]
- 10月20日、ステレオサウンドのオンラインコラムに取材記事が掲載。ザ・マーガリンズに対する思いの他、過去や今後の活動について語っている。[54][55]
- 10月31日、アメーバブログより芸能人・有名人の公式ブログとして正式に認定される。それに伴いブログタイトルを「らんちゅんのまいにち」から「髙橋蘭の百花繚蘭」に変更。[8]
- 11月5日、WEB番組『独偏アイドル総研』第31回にゲスト出演。[56]
- 11月22日、井口昇の『アイドル映画夢工場』映画出演オーディション決勝大会に出演。大会は阿佐ヶ谷ロフトAで行われ、同時にニコニコ生放送でもネット公開された。[57][58]なお、第一次と第二次オーディションはそれぞれ9月1日・10月23日に行われ、こちらはニコニコ生放送のみで公開された。
- 12月10日、WEB番組『水曜のニョッキ』vol.59にゲスト出演。[59]
- 12月14日、秋葉原発の地下アイドルグループ『仮面女子』がアリスプロジェクト常設劇場P.A.R.M.S（パームス）で行った定期ライブに、ザ・マーガリンズとしてゲスト出演した。[60]

- 12月17日、ザ・マーガリンズの1stシングルCD『グッバイ借金天国』がポニーキャニオンより発売。[61]
- 12月23日、ザ・マーガリンズの1stライブ『借金はLIVEで返せ!!』が東京・ヤクルトホールで行われた。[62][63][64][65][66][67][68][69][70]

### 2015年
- 2月3日、ザ・マーガリンズのニコ生番組『借金は“生”で返せ！』の放送が開始された。[71][72]
- 3月22日、VJ Gouが主催する音楽イベント『Club INSPIRE「春休み Special」』に、ザ・マーガリンズとしてゲスト出演。[73]
- 4月1日、舞台『私立ルドビコ女学院vol.3「ロスト・セブンティーン」』に「江頭真凛」役で出演。[74][75]
- 4月15日、ザ・マーガリンズの2ndシングルCD『桜はさくら/五円があります様に!』がポニーキャニオンより発売。[76]
- 4月26日、ザ・マーガリンズの2ndライブ＜借金はライブで返せ＞『大久保佳代子と歌謡祭』が、東京・恵比寿LIVEGATEで行われた。[77][78][79][80]
- 5月7日、グラビアアイドル撮影会「グラ☆スタ!」とニッポン放送「Radital」がコラボした企画『グラジタル!』にエントリー[81]
- 5月12日、ザ・マーガリンズのトークイベント「『借金大論争』〜だから私は借金をする」が東京・新宿ロフトプラスワンで開催された。[82][83]
- 5月20日、舞台『私立ルドビコ女学院vol.4「Fairy Floss」』に「江頭真凛」役で出演。[84]
- 7月9日、モンテールが東北地方限定で発売する「生クリーム仕立てのプチシュー」と「6P生クリーム仕立てのプチエクレア」のPRモデルとなる。[85]
- 8月15日、ニコ生のバラエティトーク番組『グラ☆スタ！バンバン』にゲスト出演。[86]
- 10月7日、(株)6次元アニメーションが提供するニコ生番組『アイドル生放送局』の「大人回」に隔週で出演。[87]
- 12月3日、ボートレース平和島で開催される『G1トーキョー・ベイ・カップ（開設61周年記念）』のポスター・パンフレットモデルとなり、オープニングセレモニーの花束プレゼンターを担当した。[88][89]イベント内容はスカパー！680ch（日本レジャーチャンネル）『JLC NEWS BOATRACE TIME』で放送された。また、ボートレース平和島チャンネルで同日放送された『帰ってきた！こんせいそんのスタジオ生放送』にもゲスト出演した。[90]

### 2016年
- 11月12日、公式ブログにおいて芸能界引退を発表した。「幼稚園児の時から芸能界を目指していたが、芸能とは全く別の夢もあり、次はそちらを頑張りたいと強く思うようになった。これから一生懸命勉強して資格を取って頑張りたい」と述べた[3]。この時はその別の夢については述べなかったが、かつては「幼稚園の頃から憧れる人がいて、その人と同じことがしたかった。看護師か芸能界を目指そうとしていた」と語っている[91]。

## 人物・エピソード
- 「高橋蘭」と表記されることが多いが、公式表記は「髙橋蘭」である。[1][注 1]
- 愛称は『らんちゅん』が定着しているが、その他に『らんちゅ』『らんらん』『ちゅんたろ』などがある。[92]
- 趣味／特技として、料理（特にお菓子作り）、歌、ピアノ、アニメーションダンス、いろいろな写真を撮ること、字を書くこと、水泳、笑顔などを挙げている。[1]
- 料理検定3級、調理師免許を取得している。[1]5本入りのマイ包丁を所持しており、キャラ弁を作ることも得意としている。[93]
- アピールポイントとして、えくぼとウエストのくびれを挙げている。
- 好きな食べ物：お母さんの手料理、甘党なのでケーキ。「ケーキは別腹」と述べている。[92]
- 苦手な食べ物：そぼろ丼（挽肉全般が苦手だがハンバーグは食べることができる）、皿うどん。[92]
- 好きな色：暖色系 赤、黄色。[92]
- 自分専用のレシピノートをつけており、ブログでたびたび料理を紹介している。[94]
- 小学3年生のときから始めた百人一首が得意。中学時代は大会で個人戦1位を獲得している。[95]
- 小学生のときにキッズ雑誌に掲載されたことがある。[95]
- 好きなファッションブランドは『LIZ LISA（リズリサ）』。[96]その他『Ank Rouge（アンクルージュ）』や『SPINNS（スピンズ）』などを挙げている。基本的かわいい女の子系が好きで、個性的なファッションにこだわりを見せる。[92]
- 幼少の頃は『K.L.C.』や『BETTY'S BLUE（ベティーズブルー）』の服を愛用していた。[95]
- 中学時代はテニス部に所属。高校時代は硬式テニス部のマネージャーをしていた。[97]
- 小学3年生から高校3年生まで毎年、地元の祭りに巫女として参加していた。[98][99][100]
- 初めて購入した小説は『通学電車』と『放送禁止』。[97]
- 憧れの人に『観月ありさ』を挙げている。幼少の頃、観月ありさ主演のテレビドラマ『ナースのお仕事』を見て芸能界入りを目標とするようになった。高校時代には「幼稚園の頃から憧れる人がいて、その人と同じことがしたかった。看護師か芸能界を目指そうとしていた。」と述べている。[91]
- 人からよく言われるイメージは、能天気、天然、マイペース。[101]
- ヤンチャン学園ファンイベントで、ファンが選ぶ格付けコーナーの「料理が出来そうなメンバー」とのお題に対し、1位（5人中）に選ばれている。[102]
- ヤンチャン学園 音楽部のライブMCで使用しているキャッチフレーズは「アイドル界の〜？（胡蝶蘭〜！）。いつでもあなたをまっちょんけん。大分県出身らんちゅんこと髙橋蘭です。らんちゅんって呼んでね。せ〜の！（らんちゅ〜ん！）」[注 2]。このキャッチフレーズはファンからアイデアを募集し決定した。[103][104][105][106]
- 2013年10月に、今までずっとロングヘアだったのをショートヘアにした。[107]
- 体は柔らかく、Y字バランスができる。[104]
- アクトレースの企画にあった『パシャオク』では、中学の頃から使用していたタオルを出品した。[108]
- 自分の性格を「長所：いつも能天気に明るいところ。ポジティブ。なんでも真剣に頑張るところ」「短所：喜怒哀楽が激しいところ。ネガティブ。考え過ぎる」と挙げている。[109]
- 2014年6月24日にTwinBox AKIHABARAで行われたヤンチャン学園 音楽部定期ライブでは、メンバーとしては初となるソロ曲を披露。歌った曲は『さくらんぼ』。[110]
- 舞台『私立ルドビコ女学院vol.2「片恋スパイラル」』の前説パフォーマンスでは、大島理緒とコンビを組んで公演中に2回『初恋サイダー』を披露した。[111]また、それぞれの役名「早坂愛(大島)」と「江頭真凛(髙橋)」を取って、このときの暫定コンビを『ラブマリン』と命名している。
- ザ・マーガリンズのお披露目記者会見上で、大久保佳代子に「お母さん思いの良い子」「清純派でちょっと広末涼子っぽい感じがある」と評価されている。[112]
- 一年間でウエストが56cmから52cmに減少している。食事規制等のダイエットは特にしておらず、スタイルを維持する秘訣として「フラフープをすること」を挙げている。[113]
- ザ・マーガリンズ1stシングルCD予約イベントのハロウィン企画では自作したかぼちゃ風のワンピースを披露しており、その作成手順をブログに掲載している。[114]作成費用は700円台。この衣装は会場のファンから1位（6人中）の支持率を獲得した。
- 体幹が強く、バランスボールの上で座禅を組むことができる。[115]

## 出演

### 映画
- 種まく旅人〜みのりの茶〜（2012年3月17日公開）[116]
- いっツー THE MOVIE[注 3]（2014年8月2日公開、クロックワークス） - 藤井タカミ 役[117][118]
- いっツー THE MOVIE 2[注 3]（2014年8月9日公開、クロックワークス） - 同上[119][120]

### 舞台
- LOVEどきゅ〜ん15(ichigo)（2014年1月29日 - 2月2日、笹塚ファクトリー） - る〜みん 役[39][121][122]
- 私立ルドビコ女学院vol.2「片恋スパイラル」（2014年9月17日 - 9月23日、サンモールスタジオ） - 江頭真凛 役[48][49][123]
- 私立ルドビコ女学院vol.3「ロスト・セブンティーン」（2015年4月1日 - 4月5日、サンモールスタジオ） - 同上[74][75][124]
- 私立ルドビコ女学院vol.4「Fairy Floss」（2015年5月20日 - 5月24日、サンモールスタジオ） - 同上[84][125]

### テレビ
- マルガリン銀行（2014年8月20日 - 12月31日、TOKYO MX、BS11他） - ザ・マーガリンズとしてレギュラー出演。[126][127]
- キスマイBUSAIKU!?（2015年4月13日、フジテレビ）

### ラジオ
- ON8+1（2014年5月14日、BayFM） - 番組コーナー「アイドル山」に百瀬美鈴、高松雪乃と共にゲスト出演[128]
- Richymanのエンタメ倶楽部（2014年5月23日、大江戸放送局：レインボータウンエフエム放送） - ゲスト出演[129]
- ON8+1（2015年5月4日、BayFM） - 番組コーナー「野呂対談」に小野美公、西田真己、依田香奈実と共にゲスト出演[130]

## 書籍

### 雑誌
- ヤングチャンピオン 2013年19号（2013年9月10日、秋田書店） - ヤンチャン学園として特別ふろく『アイドルDVD』に収録[131]
- ヤングチャンピオン 2014年2号（2013年12月24日、秋田書店） - ヤンチャン学園としてセンターグラビア掲載[132]
- ヤングチャンピオン 2014年7号（2014年3月11日、秋田書店） - ヤンチャン学園として特別ふろく『トレジャーアイドルDVD2014』に収録[133]
- 月刊ヤングチャンピオン烈 2014年5号（2014年4月15日、秋田書店） - ヤンチャン学園として巻中グラビア掲載[134]
- ヤングチャンピオン 2014年13号（2014年6月10日、秋田書店） - ヤンチャン学園として特別ふろく『YCトレジャーアイドルDVD2014』に収録[135]
- 週刊SPA! 2014年11月18日号（2014年11月10日、扶桑社） - ザ・マーガリンズとして巻中グラビア掲載。[136][137]
- 週刊プレイボーイ 2014年12月1日号・No.48（2014年11月17日、集英社） - ザ・マーガリンズとして巻中グラビア掲載。[138]
- BOMB 2015年6月号・No.424（2015年5月9日、学研パブリッシング） - 「ルーキーだGO!GO!」に掲載。[139]

### 関連書籍
- PEACH 第1話ピーチ（2013年4月13日、FILMANGA） - 飯田早紀 役[32]
- PEACH 第2話Dr.スカーレット （2013年7月2日、FILMANGA） - 同上[34]

## ディスコグラフィ

### シングル
- コイハナビ（2014年5月27日、JuliaHouse）[40] - ヤンチャン学園 音楽部
- グッバイ借金天国（2014年12月17日、ポニーキャニオン）[61] - ザ・マーガリンズ
- 桜はさくら/五円があります様に!（2015年4月15日、ポニーキャニオン）[76] - ザ・マーガリンズ

### 映像作品
- いっツー[注 3] THE MOVIE（2014年8月6日、クロックワークス） - 藤井タカミ 役[140]
- いっツー[注 3] THE MOVIE2（2014年9月3日、クロックワークス） - 同上[141]
- マルガリン銀行〜借金返済ユニット「ザ・マーガリンズ」第1回決算報告〜DVD-BOX（2015年3月18日、ポニーキャニオン）[142][143][144] - ザ・マーガリンズ

## ライブ／イベント
- 汐留グラビア甲子園2012（2012年8月11日）[26][27]
- アクトレース（2013年9月23日 - 12月8日） - チーム：グリーンバッカーズの一員として参戦[37][145]
- バラエティイベントハコニワ〜番外編〜（2014年8月24日）[47]

### アクトレース概略
- 2013/09/28 【イベント】ドラフト会議]。グリーン・バッカーズに入団決定（背番号12）。[146][147][148]
- 2013/10/19 【イベント】第1節 開幕戦・第2戦
- 2013/10/20 【イベント】第1節 第3戦・第4戦[107]
- 2013/10/20 【ネット生放送】アクトレースのベンチ裏　試合後のチーム反省会 第1回
- 2013/11/23 【イベント】第2節 第5戦・第6戦
- 2013/11/24 【イベント】第2節 第7戦・第8戦[149]
- 2013/12/07 【イベント】最終節 第9戦・第10戦[150]
- 2013/12/08 【イベント】最終節 第11戦・最終戦[151]

## その他
- ミスヤングチャンピオン2013（2013年4月23日 - 2014年8月31日） - ファイナリスト16名に選出され、ヤンチャン学園のメンバーとなる[2]
- 真夜中のおバカ騒ぎ!番組出演チャレンジシート争奪バトル 第5回大会（2014年6月20日）[152]
- アイドル映画夢工場（2014年9月1日／10月23日／11月22日） - 映画出演オーディション[57][58]
- 独偏アイドル総研 第31回（2014年11月5日） - ゲスト出演[56]
- グラジタル!（2015年5月7日 - 31日）[81] - 携帯・モバイルサイト「1242モバイル」にて待受写真を計16枚掲載
- グラ☆スタ！バンバン（2015年8月15日） - ゲスト出演[86]
- アイドル生放送局（2015年10月7日 - ） - 隔週放送『大人回』にゲスト出演[87]
- G1トーキョー・ベイ・カップ（開設61周年記念）（2015年12月3日） - ポスター・パンフレットモデル。セレモニープレゼンター。[153][154][155][156]

### ミスヤングチャンピオン2013概略
- 2013/04/23 候補生32名に選出（エントリーNo.12）[157]
- 2013/04/26 【イベント】お披露目会[158]
- 2013/04/30 【ネット生放送】1stステージ1回目[159][160][161]
- 2013/05/04 【撮影会】1stステージ1回目[162]
- 2013/05/06 【イベント】運動会[163][164][165]
- 2013/05/07 【ネット生放送】1stステージ2回目[166][167]
- 2013/05/09 【イベント】ファンコミュニケーションイベント「ヤンチャン学園へ行こう！」[168][169]
- 2013/05/17 【イベント】ステージトークショー＆水着ファッションショー[170][171]
- 2013/05/23 【イベント】ファンコミュニケーションイベント「ヤンチャン学園へ行こう！」[172][173]
- 2013/05/28 候補生24名に選出（エントリーNo.12→No.9に変更）[174]
- 2013/05/30 【イベント】ファンコミュニケーションイベント「ヤンチャン学園へ行こう！」[175][176]
- 2013/06/02 【撮影会】2ndステージ1回目[177]
- 2013/06/05 【ネット生放送】2ndステージ1回目[178]
- 2013/06/08 【イベント】フットサルミニゲーム大会[179]
- 2013/06/11 【Ustream生放送】映画「ミスヤンチャン学園」公式チャンネル「飯田橋女子高校・放送部」〜只今放送中！[180]
- 2013/06/16 【撮影会】2ndステージ2回目[181]
- 2013/06/18 【ネット生放送】2ndステージ2回目[182]
- 2013/06/20 【イベント】ファンコミュニケーションイベント「ヤンチャン学園へ行こう！」[183]
- 2013/06/21 【イベント】運動会[184]
- 2013/06/25 【Ustream生放送】映画「ミスヤンチャン学園」公式チャンネル「飯田橋女子高校・放送部」〜只今放送中！[185]
- 2013/06/27 【イベント】ファンコミュニケーションイベント「ヤンチャン学園へ行こう！」[102]
- 2013/07/09 ファイナリスト16名に選出（エントリーNo.9→No.7に変更）。ヤンチャン学園入学決定[186]
- 2013/07/09 【Ustream生放送】映画「ミスヤンチャン学園」公式チャンネル「飯田橋女子高校・放送部」〜只今放送中！[187]
- 2013/07/11 【イベント】ファンコミュニケーションイベント「ヤンチャン学園へ行こう！」
- 2013/07/13 【イベント】ヤンチャン学園入学式 お披露目イベント
- 2013/07/14 【撮影会】ファイナルステージ1回目[188]
- 2013/07/16 【ネット生放送】ファイナルステージ1回目[189]
- 2013/07/18 【イベント】ファンコミュニケーションイベント「ヤンチャン学園へ行こう！」[190]
- 2013/07/20 【イベント】フットサルミニゲーム大会 vol.2[191]
- 2013/07/21 【イベント】ヤンチャン学園合格者 お披露目イベント[192]
- 2013/07/22 【Ustream生放送】映画「ミスヤンチャン学園」公式チャンネル「飯田橋女子高校・放送部」〜只今放送中！
- 2013/07/23 【ネット生放送】ファイナルステージ2回目[193]
- 2013/07/30 【Ustream生放送】映画「ミスヤンチャン学園」公式チャンネル「飯田橋女子高校・放送部」〜只今放送中！[194]
- 2013/08/03 【撮影会】ファイナルステージ2回目[195]
- 2013/08/05 【ネット生放送】ファイナルステージ3回目[196]
- 2013/08/10 【撮影会】ファイナルステージ3回目[197]
- 2013/08/14 【イベント】ヤンチャン学園一学期終業式[198]
- 2013/08/27 【Ustream生放送】映画「ミスヤンチャン学園」公式チャンネル「飯田橋女子高校・放送部」〜只今放送中！[199]
- 2013/08/29 【イベント】ファンコミュニケーションイベント「ヤンチャン学園へ行こう！」[200]
- 2013/09/19 ミスヤングチャンピオン2013グランプリ発表[201]

## 配信

### ソロ活動

#### バラエティイベントハコニワ
〜番外編〜お昼の増刊号SP（2014年8月24日）
- 番組前コメント - TwitCasting
- 番組後コメント - TwitCasting

#### アイドル映画夢工場
- 自己紹介映像 No.11 髙橋蘭 - YouTube

　公開一次オーディション第2週（2014年9月1日）
- 1/6 - YouTube
- 2/6 - YouTube
- 3/6 - YouTube
- 4/6 - YouTube

　公開一次オーディション第2週（2014年10月23日）
- 1/2 - YouTube
- 2/2 - YouTube

#### その他
- 独偏アイドル総研 第31回（2014年11月05日） - YouTube
- インタビュー番組【水曜のニョッキ・vol.59】 - YouTube

### ミスヤングチャンピオン2013（ヤンチャン学園 音楽部）

#### MV
- 『SUMMER Reason』AKIBAカルチャーズ劇場（2013年11月16日） - YouTube
- 『君への５センチ』AKIBAカルチャーズ劇場（2013年11月16日） - YouTube

#### CM
- 『コイハナビ』15秒CM - YouTube

#### プロモーション映像
- 【おつかれ動画】ミスYC2013 髙橋蘭 - YouTube
- 【おうえん動画】ミスYC2013 髙橋蘭 - YouTube

#### 映画「ミスヤンチャン学園」公式チャンネル「飯田橋女子高校・放送部」只今放送中
- 2013年6月11日放送 - YouTube
- 2013年6月25日放送 - YouTube
- 2013年7月9日放送 - YouTube
- 2013年7月30日放送 - YouTube

#### ヤンチャンネル
- 髙橋蘭・小山夏希・八尋莉那（2013年11月29日）番組後コメント - YouTube
- ヤンチャン学園普通科「烈」ヒロイン決定戦連動：髙橋蘭（2013年12月13日）番組後コメント - YouTube

#### その他
- 『コイハナビ』リリースイベント　アソビットシティ秋葉原店（2014年05月24日 ） - YouTube